# Augustin-Louis Cauchy
Augustin-Louis Cauchy (IPA: [oɡysˈtɛ̃ lwi koˈʃi]; Parigi, 21 agosto 1789 – Sceaux, 23 maggio 1857) è stato un matematico e ingegnere francese.
Ha avviato il progetto della formulazione e dimostrazione rigorosa dei teoremi dell'analisi infinitesimale basato sull'utilizzo delle nozioni di limite e di continuità. Ha dato anche importanti contributi alla teoria delle funzioni di variabile complessa e alla teoria delle equazioni differenziali. La sistematicità e il livello di questi suoi lavori lo collocano tra i padri dell'analisi matematica, nonché uno dei più importanti matematici a livello storico.

## La vita
Nacque a Parigi il 21 agosto del 1789; suo padre Louis François Cauchy (1760–1848) era tenente di polizia a Parigi. Cauchy aveva due fratelli: Alexandre Laurent Cauchy (1792–1857), che divenne presidente d'una divisione della corte di appello nel 1847 e giudice della corte di cassazione nel 1849; e Eugène François Cauchy (1802–1877), pubblicitario che scrisse anche varie opere di matematica.
La presa della Bastiglia e i successivi cambi di potere nell'amministrazione parigina, fecero perdere il lavoro a Louis François Cauchy, che decise di rifugiarsi con la famiglia in una casa di campagna che avevano comperato ad Arcueil. Il giovane Augustin-Louis visse dunque ad Arcueil fino all'età di 11 anni, mangiando ciò che coltivavano nell'orto e ricevendo come unica educazione le lezioni impartite dal padre, in particolare di religione, storia, latino e greco. Inoltre ad Arcueil avevano come vicino di casa e amico il marchese Laplace.
Cauchy entrò all'École centrale du Panthéon nel 1802, all'École polytechnique nel 1805 ed infine all'École nationale des ponts et chaussées nel 1807. Era un brillante studente di ingegneria, infatti nel 1807 vinse ben quattro primi premi nelle competizioni di progettazione per studenti, che venivano assegnati alla presenza del Ministro dell'Interno. Terminò la scuola di ingegneria nel marzo 1810, e subito lasciò Parigi per Cherbourg dove fu impegnato nei cantieri militari e navali, ma ritornò nel 1813 per motivi di salute. Lagrange e Laplace lo persuasero a rinunciare all'ingegneria e a dedicarsi completamente alla matematica pura. Le sue indubbie qualità gli fruttarono dal 1815 una cattedra di analisi alla École polytechnique, e poco dopo anche al Collège de France e alla Sorbona.
Cauchy sposò nel 1818 Aloise de Bure, parente stretta dell'editore che pubblicò la maggior parte delle sue opere. La coppia ebbe due figlie: Marie Françoise Alicia nel 1819 e poi Marie Mathilde nel 1823. Intransigente legittimista, nel 1830 rifiutò di giurare fedeltà agli Orléans e per rimanere fedele a Carlo X che venne esiliato, anch'egli lasciò la famiglia e l'insegnamento e si recò in esilio volontario, prima in Svizzera poi a Torino come docente di fisica matematica all'università (1831). Nel 1833 si trasferì a Praga in qualità di precettore del tredicenne conte di Chambord, nipote di Carlo X. Grazie a questo ruolo, Cauchy ebbe la possibilità di viaggiare, scoprendo quanto bene i suoi lavori fossero stati accolti nella comunità scientifica. Carlo X lo nominò barone in ringraziamento per i suoi servigi.
Ritornò in Francia nel 1838, con la scusa di far visita ai genitori in occasione delle loro nozze d'oro; riprese la sua attività all'Accademia delle scienze perché ivi non era richiesto il giuramento di fedeltà al sovrano, e poi al Bureau des longitudes perché i membri dell'istituto lo elessero all'unanimità e lo dispensarono dal giuramento. Nel 1851, in seguito al colpo di Stato di Napoleone III, Cauchy beneficiò di una ulteriore deroga al dovere di prestare giuramento e così poté riprendere la cattedra alla Sorbona.
Morì a Sceaux, Seine, il 23 maggio del 1857.

## Gli studi

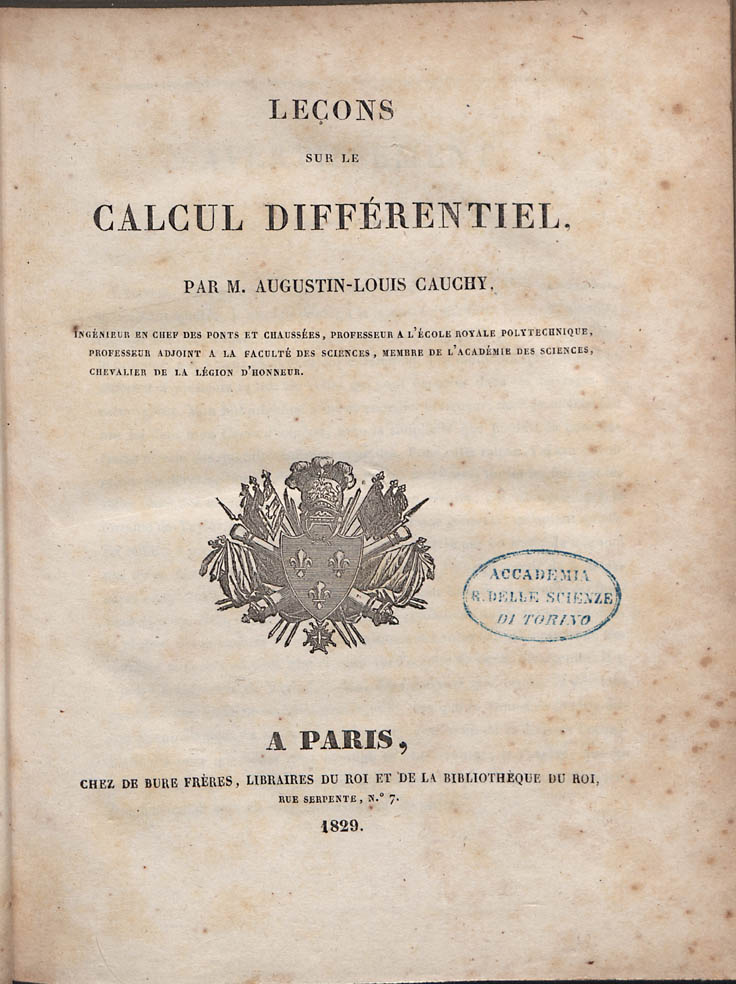
Frontespizio di Leçons sur le calcul différentiel

Il genio di Cauchy è evidente nella sua semplice soluzione del problema di Apollonio, ovvero la descrizione di una circonferenza che sia tangente a tre circonferenze date, che egli scoprì nel 1805, ma anche nella generalizzazione della caratteristica di Eulero per i poliedri nel 1811, ed in molti altri problemi risolti elegantemente. Di grande importanza sono i suoi scritti sulla propagazione delle onde, grazie ai quali ottenne il Gran Prix dell'istituto nel 1816.
I suoi più grandi contributi alla Matematica sono racchiusi nei metodi rigorosi che egli ha introdotto. Ciò si trova principalmente nei suoi tre grandi trattati: Cours d'analyse de l'École Polytechnique (1821); Le Calcul infinitésimal (1823); Leçons sur les applications de calcul infinitésimal; La géométrie (1826–1828); ed anche nel suo Courses of mechanics (per l'École Polytechnique), Higher algebra (per la Faculté des Sciences), e della Mathematical physics (per il Collège de France).
Cauchy scrisse numerosi trattati e pubblicò 789 scritti su giornali scientifici. Tali scritti coprono argomenti di grande importanza come la teoria delle serie (in cui sviluppò con grande perspicacia la nozione di convergenza), la teoria dei numeri e quantità complesse, la teoria dei gruppi e sostituzioni, la teoria delle funzioni, equazioni differenziali e determinanti. Egli chiarificò i principi del calcolo sviluppandoli con l'aiuto dei limiti e della continuità, fu il primo a provare rigorosamente il teorema di Taylor. In ottica, sviluppò una teoria delle onde, successivamente però risultata fisicamente insoddisfacente; al suo nome è associata la semplice formula di dispersione. In elasticità, ha iniziato la teoria dello stress, i suoi risultati hanno praticamente lo stesso valore di quelli di Simeon Poisson.
Un altro contributo significativo è la dimostrazione del teorema del numero poligonale di Fermat. Ha creato il teorema dei residui e lo ha usato per derivare alcune delle più interessanti formule relative alle serie e agli integrali, fu anche il primo a definire i numeri complessi come una coppia di numeri reali. Ha anche scoperto molte formule basilari nella teoria delle q-serie.
Nell'ambito della meccanica del continuo, delineò i fondamenti di un modello di corpo continuo, il continuo di Cauchy, che rappresenta ancora oggi una pietra miliare della scienza delle costruzioni. Nello sviluppo di tale teoria ideò molti dei suoi teoremi di analisi.
Cauchy è stato un autore molto prolifico: la raccolta di tutte le sue opere, Œuvres complètes d'Augustin Cauchy, ha richiesto 27 volumi e portano il suo nome vari enti matematici, ad es. successione di Cauchy, e numerosi teoremi dell'analisi. Il complesso delle sue attività lo collocano tra i più grandi matematici.
Nonostante fosse in genere rigoroso, Cauchy era molto avanti rispetto ai suoi contemporanei, così uno dei suoi teoremi fu smentito da un "contro-esempio" da parte di Abel, cosa che fu successivamente corretta grazie all'inclusione della continuità uniforme.
In uno scritto pubblicato nel 1855, due anni prima della sua morte, Cauchy discusse alcuni teoremi, uno dei quali è simile all'argomento principale in molti moderni testi di analisi complessa. Nei moderni testi di Controllo automatico, l'argomento principale è usato di frequente per derivare il criterio di stabilità di Nyquist, che può essere usato per predire la stabilità di un amplificatore con contro-reazione negativa o di un generico sistema di controllo con contro-reazione. Dunque il lavoro di Cauchy ha avuto un forte impatto sia sulla matematica pura che sulla ingegneria applicativa.
A Cauchy si devono alcuni dei primi studi sui gruppi di permutazioni e per questi viene considerato anche uno dei fondatori della teoria dei gruppi. Egli ottenne anche importanti risultati nella teoria dei numeri. Ottenne inoltre dei notevoli risultati nella teoria degli errori. In astronomia ottenne una trattazione più semplice del moto dell'asteroide Pallade.

## Idee politiche e religiose
Cauchy crebbe in una famiglia di convinte idee monarchiche. Ciò spinse il padre a fuggire con la famiglia degli Arcueil durante la Rivoluzione francese.
Cauchy fu un cattolico egualmente convinto, e un membro della Società di San Vincenzo de' Paoli. Aveva anche contatti con la Compagnia di Gesù, e ne prese le difese anche dopo la soppressione dell'Ordine.
Le sue idee monarchiche e la sua fede cattolica gli crearono molte inimicizie sia nel mondo accademico sia in quello politico-istituzionale. Per ben due volte gli furono preferiti colleghi per la cattedra di matematica presso il Collège de France: Guglielmo Libri Carucci dalla Sommaja nel 1843 e Joseph Liouville nel 1850. Assiduo collaboratore nelle Conferenze di San Vincenzo, nel corso della sua vita si prodigò in numerose opere filantropiche. Secondo alcune testimonianze, tentava spesso, talvolta con successo, di convertire al cattolicesimo conoscenti e visitatori.
Uno tra i maggiori matematici suoi contemporanei, Niels Henrik Abel, lo definì un "cattolico fanatico ", aggiungendo che "era pazzo e non c'era nulla da fare per lui", ma allo stesso tempo lo riconobbe come "il solo che sappia come si fa la matematica".

## Opere
- Augustin-Louis Cauchy, Sur l'interpolation, 1835.
- Augustin-Louis Cauchy, Mémoire sur l'intégration des équations différentielles, Praga, 1835.
- Augustin-Louis Cauchy, Extrait du Mémoire présenté à l'Académie de Turin, le 11 octobre 1831, Torino, 1833.
- Augustin-Louis Cauchy, Calcul des indices des functions, Torino, 1833.
- Augustin-Louis Cauchy, Mémoire sur la rectification des courbes et la quadrature des surfaces courbes, Parigi, 1832.
- Augustin-Louis Cauchy, Mémoire sur les rapports qui existent entre le calcul des résidus et le calcul des limites et sur les avantages qu'offrent ces deux nouveaux calculs dans la résolution des équation algébriques ou trascendantes, Torino, 1831.
- Augustin-Louis Cauchy, Leçons sur le calcul différentiel, Paris, Debure, 1829.
- Augustin-Louis Cauchy, Résumé des leçons données a l'Ecole Royale Polytechnique sur le calcul infinitésimal, Paris, Debure, 1823.
- Augustin-Louis Cauchy, Cours d'analyse de l'École royale polytechnique, Paris, Imprimerie Royale, 1821.

## Intitolazioni
Il suo è uno dei 72 nomi incisi nella Torre Eiffel.
In suo onore è stato battezzato il cratere Cauchy, sulla superficie della Luna, e l'asteroide 16249 Cauchy.